# Campionato mondiale AMF 2015
Il campionato mondiale AMF 2015 è stato l'undicesima edizione dell'AMF Futsal World Cup, il campionato del mondo di futsal, massima competizione per squadre nazionali organizzata dalla Asociación Mundial de Futsal. Esso si è svolto in Bielorussia dal 17 al 25 aprile 2015.
Il mondiale è stato vinto dalla Colombia (al suo terzo titolo), che ha battuto 4-0 in finale il Paraguay.

## Città
Le città della Bielorussia che hanno ospitato il campionato sono state Brėst, Minsk, Pinsk, Maladzečna e Barysaŭ.

## Squadre partecipanti
| Girone A | Girone A    |
| -------- | ----------- |
|          | Uruguay     |
|          | Bielorussia |
|          | Brasile     |
|          | Australia   |

| Girone B | Girone B |
| -------- | -------- |
|          | Paraguay |
|          | Belgio   |
|          | Marocco  |
|          | Norvegia |

| Girone C | Girone C  |
| -------- | --------- |
|          | Colombia  |
|          | Rep. Ceca |
|          | Venezuela |
|          | Curaçao   |

| Girone D | Girone D     |
| -------- | ------------ |
|          | Argentina    |
|          | Russia       |
|          | Slovacchia   |
|          | Kirghizistan |

## Classifica finale
| Classifica | Classifica   |
| ---------- | ------------ |
| 1          | Colombia     |
| 2          | Paraguay     |
| 3          | Argentina    |
| 4          | Belgio       |
| 5          | Uruguay      |
| 6          | Russia       |
| 7          | Bielorussia  |
| 8          | Rep. Ceca    |
| 9          | Marocco      |
| 10         | Brasile      |
| 11         | Venezuela    |
| 12         | Slovacchia   |
| 13         | Norvegia     |
| 14         | Curaçao      |
| 15         | Australia    |
| 16         | Kirghizistan |